# 竹林寺古墳
竹林寺古墳（ちくりんじこふん）は、奈良県生駒市有里町に所在する古墳時代前期の前方後円墳である。竜田川上流域（生駒谷）における唯一の前方後円墳で、周辺には他に主だった古墳も存在していないことから、この地域の首長墓であったと目される。700メートル北東には、ほぼ同時期の豪族居館とされる壱分宮ノ前遺跡が存在する。

## 概要
行基や忍性の墓所で知られる文殊山竹林寺の境内にある小規模な前方後円墳である。築造年代は出土した円筒埴輪の特徴から、古墳時代前期後半の4世紀中頃と比定される。前方部先端と後円部の一部が失われ、後円部は墳頂に通じる小道が通り、掘削による損傷が生じている。その他の部分は雑木林に覆われ、開墾による削平を受けておらず、原型を比較的よく留める。
生駒山から東に延びる丘陵の斜面に築造され、尾根筋に平行して主軸を東西に向ける。現存している墳丘の全長は45メートルで、後円部の規模から、築造当初の全長は60メートル前後と推定される。後円部径は約30メートルで、南すそから墳頂までの高さは8メートルである。斜面に築造され高低差があるため、墳丘南側のみ二段築成となっている。後円部斜面と前方部の一部では人頭大からこぶし大の葺石が敷かれていた。1981年の測量調査では、後円部の南すそに5メートル四方ほどの高まりが認められた。これは調査時の報告では陪塚との見解であったが、現在では墳丘の造り出し部と考えられている。
埋葬主体部は後円部中央の主軸上に造られた竪穴式石室で、粘土棺床の上に割竹形木棺が安置されていたとみられる。1939年に発掘調査が行われたが、大きく撹乱を受けた後であったため、出土した遺物は若干にとどまる。主な出土遺物は、内行花文鏡、石釧、刀剣身の鉄片、鉄釘、円筒埴輪、家型埴輪である。経筒破片と思われる青銅製品も出土しているが、後世に墳丘上に造られた経塚の遺物が発掘時に混在したものである。

## 学術調査
1939年、末永雅雄による発掘調査が行われ、主体部の構造が明らかになり、内行花文鏡などの遺物が出土した。1981年、奈良大学考古学研究会が測量調査を実施し、実測図が作成された。その後、風雨により表土が流出し葺石が露出するなど、墳丘の損壊が進んでいた。このため、2008年から2009年にかけて生駒市教育委員会によって、改めて詳細な測量調査が実施された。出土遺物は奈良県立橿原考古学研究所と生駒市教育委員会に保管されている。